# Prouville
Prouville é uma comuna francesa na região administrativa de Altos da França, no departamento de Somme. Estende-se por uma área de 8,81 km². Em 2010 a comuna tinha 321 habitantes (densidade: 36,4 hab./km²).